# Nathalie Picqué
Nathalie Picqué (* 2. Dezember 1973 in L’Haÿ-les-Roses) ist eine französische Experimentalphysikern, die im Bereich der Quantenoptik und Laserspektroskopie arbeitet und seit 2024 Direktorin am Max-Born-Institut für Nichtlineare Optik und Kurzzeitspektroskopie ist.

## Ausbildung und wissenschaftliche Laufbahn
Nathalie Picqué schloss ihr Studium der Physik 1996 an der Université Pierre et Marie Curie in Paris mit einem Master in Laserphysik ab. 1997 erwarb sie einen Magistère Interuniversitaire de Chimie an der École normale supérieure und wurde 1998 an der Universität Paris-Saclay in Orsay mit einer von Guy Guelachvili betreuten Dissertation in Physik promoviert. Im Jahr 2000 ging sie mit einem Marie-Curie-Stipendium an das Europäische Laboratorium für Nichtlineare Spektroskopie (LENS) in Florenz in der Gruppe von Massimo Inguscio. 2001 wurde sie wissenschaftliche Angestellte beim Centre national de la recherche scientifique (CNRS) in Orsay, wo sie seit 2002 festangestellt ist (seit 2018 beurlaubt). 2006 habilitierte sie sich an der Universität Paris-Saclay.
Von 2008 bis 2011 war sie Gastwissenschaftlerin und von 2011 bis 2023 Forschungsgruppenleiterin in der von Theodor Hänsch geleiteten Abteilung Laserspektroskopie am Max-Planck-Institut für Quantenoptik (MPQ) in Garching.
2023 wurde sie als Direktorin ans Max-Born-Institut für Nichtlineare Optik und Kurzzeitspektroskopie (MBI) in Berlin berufen, wo sie den Bereich C: Präzisionsphysik leitet. Sie ist zugleich Professorin an der Mathematisch-Naturwissenschaftlichen Fakultät der Humboldt-Universität Berlin.

## Wirken
Picqués Forschungsschwerpunkt liegt in der Molekular- und Laserphysik, insbesondere befasst sie sich intensiv mit der Entwicklung von Verfahren zur Verwendung von Laserfrequenzkämmen und erforscht deren Anwendung in Metrologie und Molekülspektroskopie.
Sie entwickelte die Methode der dual-combs spectroscopy („Zwei-Kamm-Spektroskopie“), in der zwei zueinander kohärente und in ihrer Frequenz leicht (um {\displaystyle \Delta f\ll f}) verschobene Frequenzkämme verwendet werden, um Absorptionsspektren zu messen. Diese Methode vereint mehrere vorteilhafte Eigenschaften: der freie Spektralbereich ist nur durch die Spannweite der verwendeten Frequenzkämme begrenzt, die Auflösung ist durch den Abstand der „Zinken“ des Kamms gegeben und die Position jedes Zinkens kann mit der Präzision von Atomuhren bestimmt werden. Zudem funktioniert die Methode auch mit minimalen Intensitäten, bei denen im Durchschnitt weniger als ein Photon gleichzeitig mit den Atomen oder Molekülen wechselwirkt.
Ein wichtiger Aspekt der Funktionsweise der Zwei-Kamm-Spektroskopie ist, dass sie Vorgänge die mit optischen Frequenzen ablaufen und damit zu schnell für die normale Elektronik sind, effektiv verlangsamt und dadurch für herkömmliche Detektoren meß- und weiterverarbeitbar macht. Das Prinzip dabei ist das folgende: Jeder Laser emittiert eine große Anzahl exakt gleichmäßig voneinander entfernter spektraler Kammlinien. Paare dieser Linien (je eine von jedem Laser) interferieren an einem schnellen Photodetektor, so dass das Detektorsignal eine Schwebung im Radiofrequenzbereich aufweist, die eine digitalen Weiterverarbeitung erlaubt. Übergänge der Probe bei optischen Frequenzen modifizieren diese Schwebung und werden somit um einen durch das Verhältnis Differenz der beiden Wiederholfrequenzen {\displaystyle \Delta f} durch die von Wiederholfrequenz {\displaystyle f} eines der Pulse ({\displaystyle \Delta f/f\ll 1}) gegebenen Faktor verlangsamt.
Die Methode kann unter Erhalt ihrer Vorteile auch mit dopplerfreier Zwei-Photonen-Spektroskopie kombiniert werden: hierbei werden die Frequenzkämme so gewählt, dass sie Zwei-Photonen-Übergänge treiben. Der erste Puls erzeugt so eine dopplerfreie kohärente Überlagerung zwischen dem Grundzustand des Moleküls und dem betrachteten angeregten Zustand. Der atomare Zustand präzediert dann mit der zu messenden optischen Frequenz {\displaystyle f_{a}} (die der Energiedifferenz zwischen Grund- und angeregtem Zustand entspricht). Ein zweiter Puls trifft das System mit einer Zeitverzögerung {\displaystyle T}, der aufgrund der Asynchronizität der beiden Pulszüge (Frequenzkämme) in Schritten von {\displaystyle \approx \Delta f/f^{2}} gescanned wird. Eine Resonanz entsteht, wenn {\displaystyle T} ein ganzzahliges Vielfaches der atomaren Periode {\displaystyle 1/f_{a}} ist. Die dadurch entstehende Modulation der Fluoreszenz des Atoms erlaubt die Bestimmung von {\displaystyle f_{a}}.

## Preise und Auszeichnungen (Auswahl)
- 2007 Bronzemedaille des CNRS[8]
- 2008 Jean-Jerphagnon-Preis der Société française de physique, der Société Française d’Optique und der Académie des technologies[9]
- 2010 Beller Lectureship Award[10]
- 2013 Coblentz Award[11]
- 2019 Optica-Fellow[12]
- 2021 Gentner-Kastler-Preis (Deutsche Physikalische Gesellschaft, Société française de physique)[13]
- 2021 ERC Advanced Grant[14]
- 2022 Helmholtz-Preis[15]
- 2022 Science Breakthrough in Physical Sciences der Falling Walls-Stiftung[16]
- 2023 Cécile DeWitt-Morette/École de Physique des Houches/CFM Fondation pour la recherche-Preis der Académie des sciences[17]
- 2024 William F. Meggers Award, Optica[18]

## Publikationen (Auswahl)
- J. Mandon, G. Guelachvili, N. Picqué: Fourier Transform Spectroscopy with a Laser Frequency Comb. In: Nature Photonics. Band 3, 2009, S. 99–102, doi:10.1038/nphoton.2008.293.
- A. Schliesser, N. Picqué, T. W. Hänsch: Mid-infrared frequency combs. In: Nature Photonics. Band 6, 2012, S. 440–449, doi:10.1038/nphoton.2012.142, arxiv:1205.3395.
- T. Ideguchi, S. Holzner, B. Bernhardt, G. Guelachvili, N. Picqué, T.W. Hänsch: Coherent Raman spectro-imaging with laser frequency combs. In: Nature. Band 502, 2013, S. 355–358, doi:10.1038/nature12607, arxiv:1302.2414.
- G. Millot, S. Pitois, M. Yan, T. Hovannysyan, A. Bendahmane, T. W. Hänsch, N. Picqué: Frequency-agile dual-comb spectroscopy. In: Nature Photonics. Band 10, 2016, S. 27–30, doi:10.1038/nphoton.2015.250, arxiv:1505.07213.
- N. Picqué, T. W. Hänsch: Frequency comb spectroscopy. In: Nature Photonics. Band 13, 2019, S. 146–157, doi:10.1038/s41566-018-0347-5, arxiv:1902.11249.
- E. Vicentini, Z. Wang, K. Van Gasse, T.W. Hänsch, N. Picqué: Dual-comb hyperspectral digital holography. In: Nature Photonics. Band 15, 2021, S. 890–894, doi:10.1038/s41566-021-00892-x, arxiv:2105.00508.
- B. Xu, Z. Chen, T.W. Hänsch, N. Picqué: Near-ultraviolet photon-counting dual-comb spectroscopy. In: Nature. 2024, doi:10.1038/s41586-024-07094-9, arxiv:2307.12869.